# 루시 웹
루시 웹(Lucy Webb)은 미국의 배우, 텔레비전 배우, 영화배우이다.

## 영화
- 스토리 오브 어스 (1999년)
- 오조나 연쇄살인 (1998년)
- 크레이지 비즈니스 (1997년)
- 코리나 코리나 (1994년)
- 메이비 베이비 (1988년)
- 인생의 반전 (1988년)
- 풀 문 하이 (1981년)